# Elke Warmuth
Elke Warmuth (* 25. Dezember 1949 in Oybin) ist eine deutsche Mathematikerin, die sich mit Stochastik und Didaktik der Mathematik beschäftigt.

## Leben und Wirken
Warmuth studierte nach dem Abitur in Halle von 1968 bis 1973 an der Universität im polnischen Wrocław (Breslau). Sie spezialisierte sich auf dem Gebiet der Stochastik.
1973 begann Warmuth am Mathematikinstitut der Akademie der Wissenschaften der DDR zu arbeiten. 1986 wechselte sie an die Humboldt-Universität zu Berlin und war dort seit 2010 Studiendekanin der Mathematisch-Naturwissenschaftlichen Fakultät II.

## Schriften (Auswahl)
- M. Adelmeyer, E. Warmuth: Finanzmathematik für Einsteiger. Vieweg Verlag, Braunschweig und Wiesbaden 2003, 2005. ISBN 3-528-13185-3
- mit W. Warmuth: Elementare Wahrscheinlichkeitsrechnung. Vom Umgang mit dem Zufall. B. G. Teubner, Stuttgart und Leipzig 1998.
- mit J. Kramer: Schnittstelle Schule – Hochschule: Berliner Aktivitäten zur mathematischen Bildung. In: MDMV. Band 15, 2007, S. 228–237.